# Stan Keyes
Stanley Kazmierczak Keyes (ur. 17 maja 1953 w Hamilton) – kanadyjski polityk Partii Liberalnej, minister.

## Działalność polityczna
W okresie od 21 listopada 1988 do 27 czerwca 2004 reprezentował okręg wyborczy Hamilton West w kanadyjskiej Izbie Gmin Od 12 grudnia 2003 do 20 lipca 2004 był ministrem skarbu w rządzie premiera Martina.